# Tetjana Nykytenko
Tetjana Nykytenko (ukrainisch Тетяна Нікітенко; * 3. März 1977) ist eine ehemalige ukrainische Handballspielerin. Ihre Spielposition war der linke Rückraum.

## Karriere
Nachdem Nykytenko für die SG Hessen Hersfeld aufgelaufen war, spielte sie von 2003 bis 2008 beim deutschen Bundesligisten DJK/MJC Trier. Anschließend schloss sich die 45-fache ukrainische Nationalspielerin dem Oberligisten HSG Wittlich an. Nykytenko lief bis zum Saisonende 2013/14 für Wittlich auf. Daraufhin unterschrieb sie einen Vertrag beim luxemburgischen Erstligisten HB Museldall. In ihrer ersten Saison für Museldall wurde sie mit 175 Treffern Torschützenkönigin der luxemburgischen Liga. In der Saison 2016/17 gewann sie mit Museldall die luxemburgische Meisterschaft sowie den luxemburgischen Pokal. Anschließend beendete Nykytenko ihre Karriere und übernahm das Traineramt der 2. Mannschaft der HSG Wittlich.